# 西新宿俳句おばさん事件簿
『西新宿俳句おばさん事件簿』（にししんじゅくはいくおばさんじけんぼ）は、1993年から1995年までTBS系「月曜ドラマスペシャル」で放送されたテレビドラマシリーズ。全3回。主演は市原悦子。

## キャスト

### 主要人物
里宮初子
演 - 市原悦子
新宿で歯科技工所を経営する俳句好きな未亡人。
高部平吉
演 - 宮川一朗太
初子の甥。警察研修生。
佐藤憲子
演 - 石井トミコ（第2作・第3作） ← 石井富子（第1作）
初子の友人。ブティック経営者。
河合邦代
演 - 下川江那（第2作・第3作）
初子の友人。
田崎洋子
演 - 山口杏子（第2作・第3作）
初子の友人。
小山
演 - 越村公一
西新宿警察署刑事。
浜田勇作
演 - 室田日出男
西新宿警察署刑事課長。

### ゲスト
第1作「私でない私の犯罪」（1993年）
- 森弓江（一ノ瀬の従業員・愛人） - 墨田ユキ
- 河野肇（プロモデルマニア） - 遠藤憲一
- あいちゃん（主婦） - 木ノ葉のこ
- 岩谷（売春斡旋する男） - 成瀬正孝
- 一ノ瀬（歯科医） - 小沢象
- ローン会社社員 - 森章二
- 闇金業者 - 武見龍磨
- カード使い - 望月太郎
- 通行人 - 飯島大介
- 瀬川 - 松浪志保
- 看護師 - 千葉裕子、須部浩美
- 志賀圭二郎、星野真由子、葉子きよみ、田原末奈子、石橋秀太郎、伊海田弘

第2作「霊園ツアーの犯罪」（1994年）
- 夏川キヌ（初子の知人・夏川佐平の妻） - 春風ひとみ
- 鎌谷喜一（私立探偵） - 小倉一郎
- 墓荒らし犯・清の妻 - 華村りこ
- 酒井三枝子（源七の長男の妻） - 水木薫
- 夏川佐平（歯科医） - 高峰圭二
- 霊園ツアーガイド - 高松しげお
- 宝石店店主 - 望月太郎
- 酒井源七（築地の料亭「松し満」主人） - 鈴木瑞穂
- 二見忠男、須藤学、武見龍磨、徳江長政、藤井裕士、高山千草、伊藤哲哉、林舞子、熊野麻美子、鈴木実、辻はづき、平沢あつ子

第3作「愛犬家に捧げる犯罪」（1995年）
- 平山聖子 - 椎名ルミ
- 渡辺（ブローカー） - 福田健次
- 高倉（フジヤマエンタープライズ社長） - 新井康弘
- 金田（黄桜会幹部） - 成瀬正孝
- 沢野文江（那須の農場主） - 左時枝
- 林（家政婦） - 大井小町
- 大矢大治（獣医） - 原田大二郎

## スタッフ
- 企画 - 大下晴義（第1作・第2作）
- 脚本 - 吉田剛
- 監督 - 松尾昭典
- 音楽 - 鏑木創
- プロデューサー - 堀貞雄、内野建（第1作）、樋口祐三（第2作）、岡田裕克（第2作）、大下晴義（第3作）
- 制作 - TBS、東阪企画

## 放送日程
| 話数 | 放送日         | サブタイトル       | 視聴率 |
| ---- | -------------- | ------------------ | ------ |
| 1    | 1993年04月19日 | 私でない私の犯罪   | 15.4%  |
| 2    | 1994年05月09日 | 霊園ツアーの犯罪   | 18.0%  |
| 3    | 1995年06月26日 | 愛犬家に捧げる犯罪 | 18.0%  |